# Igor Vuk Torbica
Igor Vuk Torbica (Titov Drvar, 28. februar 1987 — Rovinj, 16. jun 2020) bio je srpski pozorišni reditelj i univerzitetski predavač.

## Biografija
Srednju školu za primjenjenu umjetnost i dizajn završio je u Puli a Fakultet dramskih umetnosti, 2013. godine, u Beogradu (Srbija), u klasi profesorke Alise Stojanović. Kao najbolji student pozorišne režije u generaciji, dobitnik je nagrade „Hugo Klajn”. Na trećoj godini studija, njegova ispitna predstava Pokojnik dobila je glavnu nagradu festivala Studio fest i biva uvrštena u redovni repertoar Jugoslovenskog dramskog pozorišta.
Njegova profesorka i saradnica Alisa Stojanović je povodom Torbičinog samoubistva izjavila da je pored bolovanja od depresije, godinama bio predmet mobinga i drugih vidova zlostavljanja od strane direktora pozorišta, posebno Jugoslovenskog dramskog.
Pre smrti započeo je rad na projektu Zločin i kazna, zapisi iz podzemlja.
Opisivan je kao jedan od najtelentovanijih reditelja svoje generacije.
Bio je kritičar politike Aleksandra Vučića.
Revija „Igorovi dani” održana je u Srpskom narodnom pozorištu u Novom Sadu od 24. do 28. januara 2022. kao u i Narodnom pozorištu u Beogradu, od 26. do 30. januara.

## Režija (izbor)
Kao asistent režije sarađivao je na predstavama Dina Mustafića („Rođeni u YU”, Jugoslovensko dramsko pozorište, te Patriotic Hypermarket, Bitef teatar, Sonje Vukićević (Rodoljupci, Srpsko narodno pozorište, Novi Sad i Ane Đorđević (Četrnaesta, Narodno pozorište Republike Srpske, Banja Luka). Režirao je Moliereovog Don Žuana (Narodno pozorište „Toša Jovanović”, Zrenjanin), von Kleistov Razbijeni vrč (Jugoslovensko dramsko pozorište, Tollerovog Hinkemanna (Zagrebačko kazalište mladih, Zagreb), von Horvathove Priče iz Bečke šume (Gradsko dramsko kazalište „Gavella”, Tolstojevo Carstvo mraka (Narodno pozorište u Beogradu).

## Nagrade
Na Jugoslovenskom pozorišnom festivalu Bez prevoda, u Užicu 2016. godine, Torbica dobija nagradu Ardalion za najbolju režiju za predstavu Hinkemann, koja je ujedno proglašena i za najbolju predstavu festivala. Ista biva najbolja i na 31. festivalu Gavelline večeri, a Torbica opet osvaja Nagradu za režiju. Hinkemann dobija i Nagradu hrvatskog glumišta za najbolju dramsku predstavu u celini, a na 24. međunarodnom festivalu malih scena u Rijeci dobija čak četiri nagrade žirija. Nagrada „Bojan Stupica” posthumno mu je dodeljena 2021.

## Teatrografija
|                    | Бр. | Naslov                            | Premijera           | Pozorište                                                                                     | Pisac/Adaptacija                                                                           |
| ------------------ | --- | --------------------------------- | ------------------- | --------------------------------------------------------------------------------------------- | ------------------------------------------------------------------------------------------ |
| Asistent reditelja | 1   | Rođeni u Yu                       | 12. oktobar 2010.   | Jugoslovensko dramsko pozorište, Beograd, Srbija                                              | Dino Mustafić                                                                              |
| Asistent reditelja | 2   | Rodoljupci                        | 15. jun 2011.       | Srpsko narodno pozorište, Novi Sad, Srbija                                                    | Jovan Sterija Popović                                                                      |
| Asistent reditelja | 3   | Patriotic Hypermarket             | 03. oktobar 2011.   | Bitef teatar, Beograd, Srbija                                                                 | Milena Bogavac, Jeton Neziraj                                                              |
| Asistent reditelja | 4   | Četrnaesta                        | 18. oktobar 2013.   | Narodno pozorište Republike Srpske, Banja Luka                                                | Ana Đorđević                                                                               |
| Reditelj           | 1   | Pokojnik                          | 28. septembar 2012. | Jugoslovensko dramsko pozorište, Beograd, Srbija Fakultet dramskih umetnosti, Beograd, Srbija | Branislav Nušić                                                                            |
| Reditelj           | 2   | Don Žuan                          | 18. decembar 2013.  | Narodno pozorište „Toša Jovanović”, Zrenjanin, Srbija                                         | Molijer                                                                                    |
| Reditelj           | 3   | Razbijeni krčag                   | 13. februar 2015.   | Jugoslovensko dramsko pozorište, Beograd, Srbija                                              | Hajnrih fon Klajst                                                                         |
| Reditelj           | 4   | Hinkemann                         | 07. novembar 2015.  | Zagrebačko kazalište mladih, Zagreb, Hrvatska                                                 | Ernest Toler                                                                               |
| Reditelj           | 5   | Ožalošćena porodica               | 24. septembar 2016. | Slovensko ljudsko gledališče, Celje, Slovenija Prešernovo gledališče, Kranj, Slovenija        | Branislav Nušić                                                                            |
| Reditelj           | 6   | Priče iz Bečke šume               | 05. decembar 2016.  | Gradsko dramsko pozorište Gavela, Zagreb, Hrvatska                                            | Odon von Horvath                                                                           |
| Reditelj           | 7   | Carstvo mraka                     | 24. mart 2017.      | Narodno pozorište u Beogradu, Beograd, Srbija                                                 | Lav Nikolajevič Tolstoj                                                                    |
| Reditelj           | 8   | Mizantrop                         | 24. maj 2017.       | Hrvatsko narodno kazalište Ivana Pl Zajca Rijeka, Hrvatska                                    | Molijer                                                                                    |
| Reditelj           | 9   | Tit Andronik                      | 23. mart 2018.      | Zagrebačko kazalište mladih, Zagreb, Hrvatska                                                 | Šekspir                                                                                    |
| Reditelj           | 10  | Krvave svadbe                     | 09. avgust 2018.    | Srpsko narodno pozorište, Novi Sad, Srbija Grad Teatar Budva, Budva, Crna Gora                | Federiko Garsija Lorka                                                                     |
| Reditelj           | 11  | Emilia Galotti                    | 06. oktobar 2018.   | Slovensko Narodno Gledališče Drama, Ljubljana, Slovenija                                      | Gothold Efraim Lesing                                                                      |
| Reditelj           | 12  | Tartif                            | 08. februar 2019.   | Narodno pozorište Sombor, Sombor, Srbija Srpsko narodno pozorište, Novi Sad, Srbija           | Autorski projekat Igora Vuka Torbice, po motivima originalne Molijerove drame "Tartif"     |
| Reditelj           | 13  | Bakhe - kratak pregled raspada    | 09. maj 2019.       | Narodno pozorište u Bitolju, Bitolj, Severna Makedonija                                       | Euripid                                                                                    |
| Reditelj           | 14  | Strahovi                          | 10. oktobar 2019.   | Prešernovo gledališče, Kranj, Slovenija                                                       | Henrik Ibzen                                                                               |
| Reditelj           | 15  | Strah - jedna topla ljudska priča | 13. februar 2020.   | Narodno pozorište u Pirotu, Pirot, Srbija                                                     | Autorski projekat Igora Vuka Torbice, inspirisano dramskim tekstovima Franca Ksavera Kreca |

## Spoljašnje veze
- „Intervju Igor Vuk Torbica: Napravićemo još veće četvrti i gradove, ali društvo nikad nećemo biti”. Blic. Приступљено 20. 1. 2019.
- U 33. godini preminuo reditelj Igor Vuk Torbica (B92, 17. jun 2020)
- Preminuo reditelj Igor Vuk Torbica (Blic, 17. jun 2020)
- Monografija o Igoru Vuku Torbici: U slavu života umetnika izuzetne pozorišne poetike („Politika”, 25. jul 2021)
- Alisa Stojanović progovorila o tragičnom kraju Igora Vuka Torbice (Nova, 9. novembar 2021)